# Jaroslava Adamová
Jaroslava Adamová (ur. 15 marca 1925 w Pradze, zm. 16 czerwca 2012 tamże) – czeska aktorka filmowa, teatralna i dubbingowa.

## Życiorys
Jej kariera zawodowa trwała ponad sześćdziesiąt lat, obejmując Czechosłowację i Czechy. Adamová podkładała czeski dubbing dla wielu znanych zagranicznych aktorek filmowych, w tym Jeanne Moreau, Sophii Loren i Meryl Streep.
Adamová otrzymała nagrodę Thalia za działalność teatralną w 1996 roku. Prezydent Czech Václav Havel przyznał Adamovej Medal Za Zasługi w 2001 roku. Dodatkowo zdobyła również kilka nagród im. Františka Filipovskiego za pracę nad filmowym dubbingiem.
Adamová zmarła w Pradze 16 czerwca 2012 roku w wieku 87 lat.